# Crazy Nights Tour
Crazy Nights Tour è stato un tour del gruppo hard rock Kiss intrapreso per promuovere l'omonimo album, pubblicato il 18 settembre del 1987. Il tour è iniziato il 13 novembre del 1987 e si è concluso il 4 ottobre del 1988 dopo che i Kiss hanno partecipato al festival Monsters Of Rock.

## Antefatti
Sulla base del successo del singolo Crazy Crazy Nights nel Regno Unito, il gruppo si esibì al Monsters Of Rock a Castle Donington in Inghilterra, suonando insieme a Guns N' Roses, David Lee Roth, Iron Maiden e Megadeth.
Simmons avrebbe dovuto fare un'audizione come cattivo nel film License To Kill del 1989, ma abbandonò quest'ultima, citando gli impegni con la band in tournée in Europa.

Nel programma del tour finale della band, Stanley ha riflettuto su questo:
(Paul Stanley, 2019)

## Recensioni
Garth Trimble, un giornalista dello Spokane Daily Chronicle, che assistette allo spettacolo a Spokane, aprì la sua recensione con un titolo secondo cui la band aveva "messo in scena un circo, ma mancava di entusiasmo". Notò che la scenografia era semplice così come i membri si comportavano bene, ma non erano eccezionali. Tuttavia, vide che allo spettacolo mancava un'energia esplosiva ed appuntò anche il terribile suono del Colosseo, che affermò essere tipico. In una dichiarazione conclusiva, disse che la musica del gruppo non era abbastanza forte per portare uno spettacolo da sola, affermando che forse era tempo che i membri crescessero.

Aaron Roberts, uno scrittore dello staff dell'Observer-Reporter, assistette allo spettacolo di Pittsburgh e diede allo spettacolo una recensione positiva. Aprì la sua recensione affermando che la band aveva entusiasmato il pubblico con una miscela di canzoni sia classiche che nuove. Elogiò Kulick per la sua velocità e abilità durante il suo assolo di chitarra, oltre ad affermare quanto fosse ugualmente impressionato dall'assolo di batteria di Carr. Notò che il pubblico era un misto di adolescenti e giovani adulti, che in precedenza erano entrati nel mondo della band quando erano ragazzi - citando le loro reazioni secondo cui non importava che "solo la metà del gruppo originale" stesse eseguendo le canzoni classiche, così come il applausi e il "bagliore di centinaia di accendini" per riportare la band sul palco per il bis.

## Artisti d'apertura
- White Lion = 1
- Ted Nugent = 2
- Chastain = 3
- Helix = 4
- Anthrax = 5
- Dirty Looks = 6
- Balaam and the Angel = 7
- Mantis = 8
- Foringjamir = 9
- Edda = 10
- Kings of the Sun = 11

## Date e tappe[6][7]

### Date del tour
| Data              | Città            | Stato            | Luogo                             | Artisti d'apertura | Biglietti venduti / Biglietti disponibili | Incasso      |
| Nord America      | Nord America     | Nord America     | Nord America                      | Nord America       | Nord America                              | Nord America |
| ----------------- | ---------------- | ---------------- | --------------------------------- | ------------------ | ----------------------------------------- | ------------ |
| 13 novembre 1987  | Jackson          | Stati Uniti      | Mississippi Coliseum              | 1                  |                                           | $            |
| 14 novembre 1987  | Pensacola        | Stati Uniti      | Pensacola Civic Center            | 1                  |                                           |              |
| 15 novembre 1987  | Memphis          | Stati Uniti      | Mid-South Coliseum                | 1                  |                                           |              |
| 20 novembre 1987  | Belton           | Stati Uniti      | Bell County Expo Center           | 1                  |                                           |              |
| 21 novembre 1987  | Lubbock          | Stati Uniti      | Lubbock Municipal Coliseum        | 1                  |                                           |              |
| 22 novembre 1987  | Valley Center    | Stati Uniti      | Kansas Coliseum                   | 1                  |                                           |              |
| 24 novembre 1987  | Tulsa            | Stati Uniti      | Expo Square Pavilion              | 1                  |                                           |              |
| 25 novembre 1987  | Norman           | Stati Uniti      | Lloyd Noble Center                | 1                  |                                           |              |
| 26 novembre 1987  | Topeka           | Stati Uniti      | Topkea Expo Center                | 1                  |                                           |              |
| 28 novembre 1987  | Davenport        | Stati Uniti      | Palmer Auditorium                 | 1                  |                                           |              |
| 1 dicembre 1987   | Saint Paul       | Stati Uniti      | St. Paul Civic Center             | 1                  |                                           |              |
| 2 dicembre 1987   | Rochester        | Stati Uniti      | Mayo Civic Center                 | 1                  |                                           |              |
| 4 dicembre 1987   | Des Moines       | Stati Uniti      | Veterans Memorial Auditorium      | 1                  |                                           |              |
| 6 dicembre 1987   | Springfield      | Stati Uniti      | Springfield Civic Center          | 1                  |                                           |              |
| 7 dicembre 1987   | Toledo           | Stati Uniti      | Toledo Sports Arena               | 1                  |                                           |              |
| 9 dicembre 1987   | Erie             | Stati Uniti      | Erie Civic Center                 | 2                  |                                           |              |
| 10 dicembre 1987  | Toronto          | Canada           | Maple Leaf Gardens                | 2                  |                                           |              |
| 11 dicembre 1987  | Glens Falls      | Stati Uniti      | Glens Falls Civic Center          | 2                  |                                           |              |
| 12 dicembre 1987  | Providence       | Stati Uniti      | Providence Civic Center           | 2                  |                                           |              |
| 13 dicembre 1987  | Portland         | Stati Uniti      | Cumberland County Civic Center    | 2                  |                                           |              |
| 18 dicembre 1987  | Filadelfia       | Stati Uniti      | The Spectrum                      | 2                  |                                           |              |
| 19 dicembre 1987  | New Haven        | Stati Uniti      | New Haven Coliseum                | 2                  |                                           |              |
| 20 dicembre 1987  | East Rutherford  | Stati Uniti      | Meadowlands Arena                 | 2                  |                                           |              |
| 26 dicembre 1987  | Fort Wayne       | Stati Uniti      | War Memorial Coliseum             | 2                  |                                           |              |
| 27 dicembre 1987  | Indianapolis     | Stati Uniti      | Market Square Arena               | 2                  |                                           |              |
| 29 dicembre 1987  | Louisville       | Stati Uniti      | Freedom Hall                      | 2                  |                                           |              |
| 30 dicembre 1987  | Evansville       | Stati Uniti      | Roberts Stadium                   | 2                  |                                           |              |
| 31 dicembre 1987  | Dayton           | Stati Uniti      | Hara Arena                        | 3                  |                                           |              |
| 1 gennaio 1988    | Johnson City     | Stati Uniti      | Freedom Hall Civic Center         | 2                  |                                           |              |
| 2 gennaio 1988    | Knoxville        | Stati Uniti      | Knoxville Civic Coliseum          | 2                  |                                           |              |
| 5 gennaio 1988    | Marquette        | Stati Uniti      | Lakeview Arena                    | 2                  |                                           |              |
| 6 gennaio 1988    | Green Bay        | Stati Uniti      | Brown County Arena                | 2                  |                                           |              |
| 7 gennaio 1988    | Milwaukee        | Stati Uniti      | MECCA Arena                       | 2                  |                                           |              |
| 8 novembre 1988   | Chicago          | Stati Uniti      | UIC Pavilion                      | 2                  |                                           |              |
| 9 gennaio 1988    | St. Louis        | Stati Uniti      | Kiel Auditorium                   | 2                  |                                           |              |
| 11 gennaio 1988   | Muskegon         | Stati Uniti      | L.C. Walker Arena                 | 2                  |                                           |              |
| 12 gennaio 1988   | Saginaw          | Stati Uniti      | Wendler Arena                     | 2                  |                                           |              |
| 13 gennaio 1988   | Columbus         | Stati Uniti      | Ohio Center                       | 2                  |                                           |              |
| 15 gennaio 1988   | Cleveland        | Stati Uniti      | Richfield Coliseum                | 2                  |                                           |              |
| 16 gennaio 1988   | Pittsburgh       | Stati Uniti      | Civic Arena                       | 2                  |                                           |              |
| 17 gennaio 1988   | Detroit          | Stati Uniti      | Cobo Hall                         | 4                  |                                           |              |
| 18 gennaio 1988   | Huntington       | Stati Uniti      | Huntington Civic Coliseum         | 2                  |                                           |              |
| 20 gennaio 1988   | Norfolk          | Stati Uniti      | Norfolk Scope                     | 2                  |                                           |              |
| 22 gennaio 1988   | Utica            | Stati Uniti      | Utica Memorial Auditorium         | 2                  |                                           |              |
| 23 gennaio 1988   | Johnstown        | Stati Uniti      | Cambria County War Memorial Arena | 2                  |                                           |              |
| 24 gennaio 1988   | Buffalo          | Stati Uniti      | Buffalo Memorial Auditorium       | 2                  |                                           |              |
| 26 gennaio 1988   | Poughkeepsie     | Stati Uniti      | Mid-Hudson Valley Civic Center    | 2                  |                                           |              |
| 27 gennaio 1988   | Worcester        | Stati Uniti      | Worcester Centrum                 | 2                  |                                           |              |
| 28 gennaio 1988   | Springfield      | Stati Uniti      | Springfield Civic Center          | 2                  |                                           |              |
| 29 gennaio 1988   | Uniondale        | Stati Uniti      | Nassau Coliseum                   | 2                  |                                           |              |
| 30 gennaio 1988   | Rochester        | Stati Uniti      | War Memorial Arena                | 2                  |                                           |              |
| 1 febbraio 1988   | Landover         | Stati Uniti      | Capital Center                    | 2                  |                                           |              |
| 3 febbraio 1988   | Greenville       | Stati Uniti      | Greenville Memorial Auditorium    | 2                  |                                           |              |
| 4 febbraio 1988   | Savannah         | Stati Uniti      | Savannah Civic Center             | 2                  |                                           |              |
| 5 febbraio 1988   | Greensboro       | Stati Uniti      | Greensboro Coliseum               | 2                  |                                           |              |
| 6 febbraio 1988   | Fayetteville     | Stati Uniti      | Cumberland County Crown Coliseum  | 2                  |                                           |              |
| 7 febbraio 1988   | Charlotte        | Stati Uniti      | Charlotte Coliseum                | 2                  |                                           |              |
| 9 febbraio 1988   | Nashville        | Stati Uniti      | Nashville Municipal Auditorium    | 2                  |                                           |              |
| 10 febbraio 1988  | Atlanta          | Stati Uniti      | The Omni                          | 2                  |                                           |              |
| 12 febbraio 1988  | Miami            | Stati Uniti      | Miami Beach Convention Center     | 2                  |                                           |              |
| 13 febbraio 1988  | Saint Petersburg | Stati Uniti      | Bayfront Center                   | 2                  |                                           |              |
| 14 febbraio 1988  | Jacksonville     | Stati Uniti      | Jacksonville Coliseum             | 2                  |                                           |              |
| 15 febbraio 1988  | Columbus         | Stati Uniti      | Columbus Municipal Auditorium     | 2                  |                                           |              |
| 16 febbraio 1988  | Columbia         | Stati Uniti      | Carolina Coliseum                 | 2                  |                                           |              |
| 18 febbraio 1988  | Terre Haute      | Stati Uniti      | Hulman Center                     | 2                  |                                           |              |
| 19 febbraio 1988  | Dubuque          | Stati Uniti      | Five Flags Center                 | 2                  |                                           |              |
| 20 febbraio 1988  | Kansas City      | Stati Uniti      | Municipal Auditorium              | 2                  |                                           |              |
| 21 febbraio 1988  | Little Rock      | Stati Uniti      | Barton Coliseum                   | 2                  |                                           |              |
| 23 febbraio 1988  | New Orleans      | Stati Uniti      | Lakefront Arena                   | 2                  |                                           |              |
| 24 febbraio 1988  | Houston          | Stati Uniti      | The Summit                        | 2                  |                                           |              |
| 25 febbraio 1988  | San Antonio      | Stati Uniti      | San Antonio Convention Center     | 2                  |                                           |              |
| 26 febbraio 1988  | Austin           | Stati Uniti      | Frank Erwin Center                | 2                  |                                           |              |
| 27 febbraio 1988  | Fort Worth       | Stati Uniti      | Fort Worth Convention Center      | 2                  |                                           |              |
| 1 marzo 1988      | Madison          | Stati Uniti      | Dane County Expo Coliseum         | 5                  |                                           |              |
| 2 marzo 1988      | Merrillville     | Stati Uniti      | Holiday Star Theatre              | 5                  |                                           |              |
| 3 marzo 1988      | Peoria           | Stati Uniti      | Peoria Civic Center               | 5                  |                                           |              |
| 5 marzo 1988      | Winnipeg         | Canada           | Winnipeg Arena                    | 5                  |                                           |              |
| 8 marzo 1988      | Edmonton         | Canada           | Northlands Coliseum               | 5                  |                                           |              |
| 9 marzo 1988      | Calgary          | Canada           | Olympic Saddledome                | 5                  |                                           |              |
| 11 marzo 1988     | Vancouver        | Canada           | Pacific Coliseum                  | 5                  |                                           |              |
| 13 marzo 1988     | Medford          | Stati Uniti      | Jackson County Expo Hall          | 5                  |                                           |              |
| 14 marzo 1988     | Portland         | Stati Uniti      | Memorial Coliseum                 | 5                  |                                           |              |
| 15 marzo 1988     | Spokane          | Stati Uniti      | Spokane Coliseum                  | 5                  |                                           |              |
| 17 marzo 1988     | Seattle          | Stati Uniti      | Seattle Center Coliseum           | 5                  |                                           |              |
| 19 marzo 1988     | Rapid City       | Stati Uniti      | Rushmore Plaza Civic Center       | 5                  |                                           |              |
| 20 marzo 1988     | Casper           | Stati Uniti      | Casper Events Center              | 5                  |                                           |              |
| 21 marzo 1988     | Salt Lake City   | Stati Uniti      | Salt Palace                       | 5                  |                                           |              |
| 23 marzo 1988     | Denver           | Stati Uniti      | McNichols Sports Arena            | 5                  |                                           |              |
| 25 marzo 1988     | Phoenix          | Stati Uniti      | Compton Terrace                   | 5                  |                                           |              |
| 26 marzo 1988     | Costa Mesa       | Stati Uniti      | Pacific Amphitheatre              | 5                  |                                           |              |
| 28 marzo 1988     | Sacramento       | Stati Uniti      | ARCO Arena                        | 5                  |                                           |              |
| 30 marzo 1988     | San Francisco    | Stati Uniti      | Cow Palace                        | 5                  |                                           |              |
| 1 aprile 1988     | San Diego        | Stati Uniti      | San Diego Sports Arena            | 5                  |                                           |              |
| 2 aprile 1988     | Las Vegas        | Stati Uniti      | Thomas & Mack Center              | 5                  |                                           |              |
| Asia              |                  |                  |                                   |                    |                                           |              |
| 16 aprile 1988    | Nagoya           | Giappone         | Nagoya Rainbow Hall               | N.D.               |                                           |              |
| 18 aprile 1988    | Osaka            | Giappone         | Osaka Castle Hall                 | N.D.               |                                           |              |
| 20 aprile 1988    | Yokohama         | Giappone         | Yokohama Cultural Gymnasium       | N.D.               |                                           |              |
| 21 aprile 1988    | Tokyo            | Giappone         | Budokan Hall                      | N.D.               |                                           |              |
| 22 aprile 1988    | Tokyo            | Giappone         | Budokan Hall                      | N.D.               |                                           |              |
| 24 aprile 1988    | Tokyo            | Giappone         | Yoyogi National Gymnasium         | N.D.               |                                           |              |
| Nord America      |                  |                  |                                   |                    |                                           |              |
| 4 luglio 1988     | Swanzey          | Stati Uniti      | Cheshire Fairgrounds              |                    |                                           |              |
| 12 agosto 1988    | New York         | Stati Uniti      | The Ritz                          |                    |                                           |              |
| 13 agosto 1988    | New York         | Stati Uniti      | The Ritz                          |                    |                                           |              |
| Europa            |                  |                  |                                   |                    |                                           |              |
| 16 agosto 1988    | Londra           | Inghilterra      | Marquee Club                      |                    |                                           |              |
| 20 agosto 1988    | Donington Park   | Inghilterra      | North West Leicestershire         |                    |                                           |              |
| 27 agosto 1988    | Schweinfurt      | Germania Ovest   | Mainweisen                        |                    |                                           |              |
| 28 agosto 1988    | Bochum           | Germania Ovest   | Ruhr Stadium                      |                    |                                           |              |
| 30 agosto 1988    | Reykjavík        | Islanda          | Laugardalshöll                    |                    |                                           |              |
| 2 settembre 1988  | Budapest         | Ungheria         | Stadium Puskás Ferenc             |                    |                                           |              |
| 4 settembre 1988  | Tilburg          | Paesi Bassi      | Willem II Stadion                 |                    |                                           |              |
| 10 settembre 1988 | Modena           | Ialia            | Festa de l'Unità                  |                    |                                           |              |
| 13 settembre 1988 | Parigi           | Francia          | Le Zenith                         |                    |                                           |              |
| 15 settembre 1988 | Copenaghen       | Danimarca        | Forum Copenhagen                  |                    |                                           |              |
| 16 settembre 1988 | Göteborg         | Svezia           | Scandinavium                      |                    |                                           |              |
| 17 settembre 1988 | Stoccolma        | Svezia           | Isstadion                         |                    |                                           |              |
| 19 settembre 1988 | Helsinki         | Finlandia        | Helsingin Jäähalli                |                    |                                           |              |
| 21 settembre 1988 | Oslo             | Norvegia         | Skedsmohallen                     |                    |                                           |              |
| 24 settembre 1988 | Londra           | Inghilterra      | Wembley Arena                     |                    |                                           |              |
| 25 settembre 1988 | Londra           | Inghilterra      | Wembley Arena                     |                    |                                           |              |
| 26 settembre 1988 | Birmingham       | Inghilterra      | NEC Arena                         |                    |                                           |              |
| 27 settembre 1988 | Birmingham       | Inghilterra      | NEC Arena                         |                    |                                           |              |
| 28 settembre 1988 | Bradford         | Inghilterra      | St. George's Hall                 |                    |                                           |              |
| 29 settembre 1988 | Newcastle        | Inghilterra      | Newcastle City Hall               |                    |                                           |              |
| 1 ottobre 1988    | Edimburgo        | Scozia           | Edinburgh Playhouse               |                    |                                           |              |
| 2 ottobre 1988    | Edimburgo        | Scozia           | Edinburgh Playhouse               |                    |                                           |              |
| 3 ottobre 1988    | Belfast          | Irlanda del Nord | King's Hall                       |                    |                                           |              |
| Totoale           | Totoale          | Totoale          | Totoale                           | Totoale            |                                           | $            |

### Date rinviate e cancellate
| Data             | Città          | Stato       | Luogo                         | Motivazione |
| ---------------- | -------------- | ----------- | ----------------------------- | ----------- |
| 17 novembre 1987 | Lake Charles   | Stati Uniti | Lake Charles Civic Center     |             |
| 18 novembre 1987 | Corpus Christi | Stati Uniti | Corpus Christi Civic Coliseum |             |
| 16 dicembre 1987 | Syracuse       | Stati Uniti | War Memorial Arena            |             |
| 8 luglio 1988    | Halifax        | Canada      | Halifax Forum                 |             |

## Scaletta
1. Deuce
2. Love Gun
3. Fits Like A Glove
4. Heaven's On Fire
5. Cold Gin
6. Black Diamond
7. Bang Bang You
8. No, No, No
9. Firehouse
10. Crazy Crazy Nights
11. Calling Dr. Love
12. War Machine
13. Reason To Live
14. Tears Are Falling
15. I Love It Loud
16. Strutter
17. Shout It Out Loud
18. Lick It Up
19. Rock And Roll All Nite
20. Detroit Rock City

## Formazione
- Gene Simmons - basso, voce
- Paul Stanley - chitarra ritmica, voce
- Eric Carr - batteria, voce
- Bruce Kulick - chitarra solista, tastiere

### Collaboratori
- Gary Corbett - tastiere